# San Lucas (Michoacán)
San Lucas é um município do estado de Michoacán, no México.